# Club de Yates Wawasee
El Club de Yates Wawasee (Wawasee Yacht Club en idioma inglés y oficialmente) es un club náutico ubicado en Syracuse (Indiana), a orillas del Lago Wawasee, Estados Unidos. Wawasee era un jefe de la tribu india Miami.  
Es un club dedicado exclusivamente a la vela ligera, con especial importancia de las clases E-Scow, Lightning, Snipe y Sunfish.

## Historia
Fue fundado en 1935 por un grupo de jóvenes aficionado a la vela, con la ayuda del empresario Eli Lilly, también gran aficionado a este deporte, que había fundado el Wawasee Yacht and Canoe Club en 1890, pero que cerró posteriormente. Los jóvenes fundadores crearon una flota con Snipes construidos por ellos mismos, la número 40 de la SCIRA, y su crecimiento fue tan grande y entusiasta que en 1938 ya organizaron el Campeonato Mundial de la clase. Después de la Segunda Guerra Mundial, la clase Lightning le ganó terreno a la clase Snipe, y, a su vez, los E-Scows fueron incorporándose al club.   